# 布朗神父的懷疑
《布朗神父的懷疑》（英語：The Incredulity of Father Brown）是英國作家G·K·卻斯特頓的短篇小說集，收錄了八篇以布朗神父為主角的探案故事。於1926年出版。

## 內容
該書包含以下八個短篇故事：
1. 布朗神父復活
2. 來自天空的箭
3. 獵犬的預言
4. 新月市的奇蹟
5. 金十字架的詛咒
6. 有翅膀的匕首
7. 達爾納威家的厄運
8. 吉迪恩·懷斯的鬼魂

## 外部連結
- 布朗神父的懷疑 （页面存档备份，存于）在古騰堡計畫上的頁面